# 데이르 야신 학살
데이르 야신 학살(히브리어: טבח דיר יאסין, 영어: Deir Yassin massacre) 또는 데이르 야신 사건(히브리어: פרשת דיר יאסין)은 1948년 4월 9일 팔레스타인 위임통치령 예루살렘 인근 데이르 야신에서 시온주의 준군사조직이 마을을 공격해 여성과 아동을 포함해 최소 107명의 팔레스타인인이 사망한 사건이다. 학살은 팔레스타인 위임통치령 내전 중에 이르군과 레히에 의해 수행되었으며, 나크바의 중요한 사건 가운데 하나이다.